# Облачная (гора)
Гора Облачная — одна из вершин горной системы Сихотэ-Алинь,  вторая по высоте вершина Приморского края после горы Аник и самая высокая вершина Южного Сихотэ-Алиня.
Высота горы Облачной 1854 метров над уровнем моря. Вершина каменистая. Она находится в Чугуевском районе и входит в природный парк «Зов тигра».

## Олимпийский огонь
18 ноября 2013 года в 18:29 — в момент захода солнца по местному времени, на вершине горы был зажжён огонь от олимпийского факела Игр 2014 в Сочи. Экспедиция «Восхождение» проводилась с 16 по 19 ноября 2013 г., после проведения эстафеты Олимпийского огня во Владивостоке, активистами спортивно-туристического клуба «Green Tour», сотрудниками национального парка «Зов тигра» и компании «Шинтоп». Спортсмены — туристы преодолели около 500 км дорог по снегу и бездорожью Приморского края и на руках занесли на вершину горы двухметровую стационарную стальную конструкцию факела, специально изготовленную участниками турклуба «Гринтур». Конструкция установленного факела является закрытой и безопасной с точки зрения разброса продуктов горения по окружающей местности. Установка факела, посвященная развитию спортивного туризма в Приморском крае, произведена на месте отсутствующего триангуляционного пункта. С этого места можно осмотреть Приморский край более чем на 100 км во все стороны.